# Henryk Krawiec
Henryk Krawiec (ur. w 1956) – polski regionalista zajmujący się dziejami Lubelszczyzny.

## Życiorys
Jest absolwentem z 1981 r. UMCS – kierunku wychowanie muzyczne. W 1991 r. ukończył studia podyplomowe z zakresu organizacji i zarządzania oświatą w Sulejówku. W roku 1995 uzyskał licencjat z historii na Wyższej Szkole Pedagogicznej w Kielcach, a dwa lata później (w 1997 r.) ukończył studia magisterskie z historii na UMCS W 2004 r. obronił doktorat pod kierunkiem prof. dra hab. Bronisława Mikulca w zakresie historii, na podstawie pracy: Cukrownia "Lublin" w latach 1894-1989. Studium z dziejów zakładu przemysłowego w regionie rolniczym.
Zajmuje się dziejami Lubelszczyzny, szczególnie społeczno-gospodarczymi, historią Kościoła, mniejszości narodowych i wyznaniowych, ziemiaństwa, a także dydaktyką. Jest autorem monografii historycznej Banku Spółdzielczego Ziemi Kraśnickiej w Kraśniku, która w 2007 zajęła pierwsze miejsce w ogólnopolskim konkursie na najlepszą monografię banku spółdzielczego.,

## Wybrane Publikacje
- Szkoła Podstawowa im. Jana Kochanowskiego w Zakrzówku 1899 - 1999. Zarys dziejów, Zakrzówek 2000.
- Cukrownia i Rafineria "Lublin" w latach 1894-1914, "Annales UMCS", sectio F, 2002, vol. 57.
- Stefan Franciszek i Zofia Kowerscy. Szkic do dziejów rodziny ziemiańskiej, [w:] Studia z dziejów ziemian 1795-1944, pod red. A. Koprukowniaka, Lublin 2005.
- Spółdzielcze towarzystwa pożyczkowo-oszczędnościowe w powiecie janowskim w latach 1901-1914, "Res Historica", 2006, tom 23.
- 100 lat Banku Spółdzielczego Ziemi Kraśnickiej. Z dziejów spółdzielczości oszczędnościowo - pożyczkowej w powiecie janowskim i kraśnickim, wyd. MAD Graf, Kraśnik 2007.[5]
- Cukrownia i Rafineria "Lublin" podczas pierwszej wojny światowej i austro-węgierskiej okupacji (1914-1918), "Annales UMCS", sec. F, 2010, vol. 65, z. 2.
- Cukrownia i Rafineria "Lublin" podczas II wojny światowej i niemieckiej okupacji (1939-1944),"Rocznik Lubelski", 2011, t. 37.
- Dobra Zakrzówek w okresie zaborów 1795-1915. Wybrane zagadnienia, Lublin 2015.
- Parafia św. Mikołaja w Zakrzówku, [w:] Z dziejów parafii na terenie gminy Zakrzówek, pod red. H. Krawca, Zakrzówek 2017.
- Gmina Zakrzówek w czasach niewoli narodowej i odrodzonej Rzeczypospolitej (1864 - 1939), Zakrzówek 2018.
- Gmina Zakrzówek w latach 1864-1939. Historyczno-kulturowy obraz społeczności lokalnej, Zakrzówek 2020.
- Od "Jutrzenki" do "Jutrzenki". Z dziejów spółdzielczości spożywców, zaopatrzenia i zbytu oraz rolniczo-handlowej na terenie gminy Zakrzówek w latach 1907-2022, Zakrzówek 2022.